# 山岡懋
山岡 譲（やまおか すすむ）は福岡県出身の陶芸家。
上野焼の流れを組む上野焼香春徹山窯の初代山岡徹山。